# Осакис (Минесота)
Осакис (енгл. Osakis) град је у америчкој савезној држави Минесота.

## Демографија
По попису из 2010. године број становника је 1.740, што је 173 (11,0%) становника више него 2000. године.
| Група             | 2000.         | 2010.         |
| Белци             | 1.528 (97,5%) | 1.701 (97,8%) |
| Афроамериканци    | 2 (0,1%)      | 6 (0,3%)      |
| Азијати           | 11 (0,7%)     | 6 (0,3%)      |
| Хиспаноамериканци | 10 (0,6%)     | 12 (0,7%)     |
| Укупно            | 1.567         | 1.740         |